# Vellozia caruncularis
Vellozia caruncularis là một loài thực vật có hoa trong họ Velloziaceae. Loài này được Mart. ex Seub. miêu tả khoa học đầu tiên năm 1847.